# Chemin de fer Nyon–Saint-Cergue–Morez
| Bahnhof La Cure |                     |                                  |                                  |
| Streckennummer (BAV): | 155                 |                                  |                                  |
| Fahrplanfeld: | 155                 |                                  |                                  |
| Streckenlänge: | 26,73 km            |                                  |                                  |
| Spurweite: | 1000 mm (Meterspur) |                                  |                                  |
| Stromsystem: | 1500 V =            |                                  |                                  |
| Maximale Neigung: | 60 ‰                |                                  |                                  |
| Minimaler Radius: | 70 m                |                                  |                                  |
| |                     |                                  |                                  |
| \| \| 0,2 \| Nyon NStCM \| 395 m ü. M. \| \| \| \| Anschluss nach Genf und Lausanne \| \| \| \| \| Gare souterraine (210 m) \| \| \| \| 1,1 \| Les Plantaz \| 422 m ü. M. \| \| \| \| Depot und Werkstätte \| \| \| \| 2,4 \| La Vuarpillière \| 463 m ü. M. \| \| \| 3,0 \| L'Asse \| 474 m ü. M. \| \| \| \| Asse-Viadukt (74 m) \| \| \| \| 4,4 \| Trélex \| 498 m ü. M. \| \| \| \| Colline-Viadukt (110 m) \| \| \| \| 6,4 \| Givrins \| 552 m ü. M. \| \| \| 7,5 \| Genolier \| 560 m ü. M. \| \| \| 8,5 \| Sus-Châtel \| 598 m ü. M. \| \| \| 9,8 \| La Joy-Clinique \| 660 m ü. M. \| \| \| 11,1 \| Le Muids \| 712 m ü. M. \| \| \| 12,1 \| Bassins \| 753 m ü. M. \| \| \| \| Tunnel Bassins (116 m) \| \| \| \| 13,9 \| Arzier \| 839 m ü. M. \| \| \| 17,1 \| La Chèvrerie-Monteret \| 970 m ü. M. \| \| \| 19,1 \| St-Cergue Remise \| 1044 m ü. M. \| \| \| \| Tunnel St-Cergue (99 m) \| \| \| \| \| St-Cergue Les Cheseaux \| \| \| \| 22,1 \| Les Pralies \| 1175 m ü. M. \| \| \| 23,3 \| La Givrine \| 1208 m ü. M. \| \| \| \| Col de la Givrine \| 1233 m ü. M. \| \| \| 27,0 \| La Cure \| 1155 m ü. M. \| \| \| \| ehem. Grenzbahnhof zu Frankreich \| \| \| \| 27,3 \| La Cure (F) \| 1152 m ü. M. \| \| \| 29,5 \| Les Rousses \| 1110 m ü. M. \| \| \| \| Sous-les-Barres \| 940 m ü. M. \| \| \| \| Tunnel Sous-les-Barres (96 m) \| \| \| \| 33,8 \| Gouland \| 895 m ü. M. \| \| \| \| Tunnel Turu (58 m) \| \| \| \| \| La Doye \| \| \| \| \| Pont de la Bienne \| \| \| \| \| Morez Ecole \| \| \| \| 38,2 \| Morez Ville \| 701 m ü. M. \| \| \| 39,1 \| Morez SNCF \| 734 m ü. M. \| |                     |                                  |                                  |
| Kopfbahnhof Streckenanfang (im Tunnel) | 0,2                 | Nyon NStCM                       | 395 m ü. M.                      |
| Strecke (im Tunnel) |                     | Anschluss nach Genf und Lausanne | Anschluss nach Genf und Lausanne |
| Tunnelende |                     | Gare souterraine (210 m)         | Gare souterraine (210 m)         |
| Bahnhof | 1,1                 | Les Plantaz                      | 422 m ü. M.                      |
| Strecke |                     | Depot und Werkstätte             | Depot und Werkstätte             |
| Haltepunkt / Haltestelle | 2,4                 | La Vuarpillière                  | 463 m ü. M.                      |
| Haltepunkt / Haltestelle | 3,0                 | L'Asse                           | 474 m ü. M.                      |
| Brücke |                     | Asse-Viadukt (74 m)              | Asse-Viadukt (74 m)              |
| Bahnhof | 4,4                 | Trélex                           | 498 m ü. M.                      |
| Brücke |                     | Colline-Viadukt (110 m)          | Colline-Viadukt (110 m)          |
| Bahnhof | 6,4                 | Givrins                          | 552 m ü. M.                      |
| Bahnhof | 7,5                 | Genolier                         | 560 m ü. M.                      |
| Haltepunkt / Haltestelle | 8,5                 | Sus-Châtel                       | 598 m ü. M.                      |
| Haltepunkt / Haltestelle | 9,8                 | La Joy-Clinique                  | 660 m ü. M.                      |
| Bahnhof | 11,1                | Le Muids                         | 712 m ü. M.                      |
| Haltepunkt / Haltestelle | 12,1                | Bassins                          | 753 m ü. M.                      |
| Tunnel |                     | Tunnel Bassins (116 m)           | Tunnel Bassins (116 m)           |
| Bahnhof | 13,9                | Arzier                           | 839 m ü. M.                      |
| Haltepunkt / Haltestelle | 17,1                | La Chèvrerie-Monteret            | 970 m ü. M.                      |
| Bahnhof | 19,1                | St-Cergue Remise                 | 1044 m ü. M.                     |
| Tunnel |                     | Tunnel St-Cergue (99 m)          | Tunnel St-Cergue (99 m)          |
| Haltepunkt / Haltestelle |                     | St-Cergue Les Cheseaux           | St-Cergue Les Cheseaux           |
| Haltepunkt / Haltestelle | 22,1                | Les Pralies                      | 1175 m ü. M.                     |
| Haltepunkt / Haltestelle | 23,3                | La Givrine                       | 1208 m ü. M.                     |
| Kulminations-/Scheitelpunkt |                     | Col de la Givrine                | 1233 m ü. M.                     |
| Kopfbahnhof Strecke ab hier außer Betrieb | 27,0                | La Cure                          | 1155 m ü. M.                     |
| Grenze (Strecke außer Betrieb) |                     | ehem. Grenzbahnhof zu Frankreich | ehem. Grenzbahnhof zu Frankreich |
| Bahnhof (Strecke außer Betrieb) | 27,3                | La Cure (F)                      | 1152 m ü. M.                     |
| Bahnhof (Strecke außer Betrieb) | 29,5                | Les Rousses                      | 1110 m ü. M.                     |
| Haltepunkt / Haltestelle (Strecke außer Betrieb) |                     | Sous-les-Barres                  | 940 m ü. M.                      |
| Tunnel (Strecke außer Betrieb) |                     | Tunnel Sous-les-Barres (96 m)    | Tunnel Sous-les-Barres (96 m)    |
| Bahnhof (Strecke außer Betrieb) | 33,8                | Gouland                          | 895 m ü. M.                      |
| Tunnel (Strecke außer Betrieb) |                     | Tunnel Turu (58 m)               | Tunnel Turu (58 m)               |
| Haltepunkt / Haltestelle (Strecke außer Betrieb) |                     | La Doye                          | La Doye                          |
| Haltepunkt / Haltestelle (Strecke außer Betrieb) |                     | Pont de la Bienne                | Pont de la Bienne                |
| Haltepunkt / Haltestelle (Strecke außer Betrieb) |                     | Morez Ecole                      | Morez Ecole                      |
| Bahnhof (Strecke außer Betrieb) | 38,2                | Morez Ville                      | 701 m ü. M.                      |
| Kopfbahnhof Streckenende (Strecke außer Betrieb) | 39,1                | Morez SNCF                       | 734 m ü. M.                      |

Logo Chemin de fer Nyon–Saint-Cergue–Morez

Die Chemin de fer Nyon–St-Cergue–Morez (NStCM) (offizieller französischer Name: Compagnie du chemin de fer Nyon-St-Cergue-Morez SA) ist eine private Eisenbahngesellschaft im Kanton Waadt in der Schweiz. Die 27,0 km lange meterspurige Bahnlinie führt von Nyon am Genfersee zum Kur- und Wintersportort Saint-Cergue auf den Höhen des Waadtländer Juras und weiter nach La Cure, unmittelbar an der französischen Grenze gelegen. Eine 12,1 km lange Fortsetzung ins Landesinnere – sie endete am Bahnhof Morez der SNCF-Linie von Bourg-en-Bresse nach Andelot-en-Montagne – wurde 1958 stillgelegt und durch einen Autobusbetrieb ersetzt. Von 1947 bis 1992 war das Unternehmen ausserdem Inhaberin einer Konzession für eine Sesselbahn Archette–La Barillette, die 1948 eröffnet wurde.

## Fahrplan
Auf der Strecke verkehrt die Linie R55. Die Gesamtstrecke Nyon – La Cure wird im Stundentakt bedient, weist allerdings mit der Kreuzung in Arzier zur Minute :20 eine vom Üblichen stark abweichende Symmetriezeit auf. Unter Einbeziehung der montags bis freitags zwischen Nyon und St-Cergue verkehrenden zusätzlichen Züge, die einen ungefähren 25–35-Takt herstellen, gibt es weitere regelmässige Kreuzungen in Trélex (Minute :37), Arzier (Minute :56) und Genolier (Minute :08). Die Fahrzeit für die Gesamtstrecke beträgt 48 Minuten (Stand 2012). Zwischen Nyon und Genolier verkehren Montags bis Freitags zu Spitzenzeiten die Züge in einem ungefähren 15-Minuten-Takt.

## Strecke
Die NStCM nimmt seit Juli 2004 in einem neu erbauten unterirdischen Kopfbahnhof in Nyon (395 m ü. M.) ihren Anfang; früher begann sie auf dem dortigen Bahnhofplatz. Zunächst verläuft die Strecke in vorwiegend nördlicher Richtung und passiert am Ortsrand das Depot Les Plantaz mit angegliederter Betriebswerkstätte. Nahe der Haltestelle L’Asse findet das jährliche Paléo Festival statt. Die Linie steigt nun mässig am Jurafuss an und führt über Trélex (501 m), Trélex Dépôt und Givrins (554 m) nach Genolier (562 m).
Hier beginnt die eigentliche Bergstrecke, die in kurvenreicher Entwicklung den nach Südosten abfallenden Jurahang erklimmt. Den Fahrgästen bieten sich wechselnde Ausblicke auf den Genfersee und die Savoyer Alpen bis zum Mont Blanc. Bei Arzier (842 m) wendet sich die Bahn nach Westen, um durch mit Mischwald bestandenes zerklüftetes Gelände Saint-Cergue (1047 m) zu erreichen. Diese wichtigste Zwischenstation besitzt eine Remise mit Stützpunkt des Bahndienstes inklusive Schneeräumdienst. Ab hier verläuft die Linie meist durch offene Landschaft parallel zur Hauptstrasse. Auf der Passhöhe des Col de la Givrine wird mit 1233 m der Scheitelpunkt erreicht, dann folgt ein kurzes, aber kräftiges Gefälle bis zur Endstation La Cure (1155 m) in einem typischen Jura-Hochtal.
Die maximale Steigung der Adhäsionsbahn beträgt 60 ‰, der kleinste Kurvenradius 70 m. Die Bahnlinie weist im unteren Teil zwei grössere Brücken auf, den Viaduc de l’Asse (74 m lang) und den Viaduc de la Colline (110 m), sowie bei Arzier und bei St-Cergue jeweils einen kurzen Tunnel. Sie wird seit Betriebsbeginn mit Gleichstrom elektrisch betrieben. Die Fahrleitungsspannung von zunächst 2200 Volt wurde im Jahr 1985 auf 1500 Volt reduziert.
Die französische Teilstrecke führte von La Cure über Les Rousses (1110 m) nach Morez (701 m), durchquerte die Kleinstadt auf der Hauptstrasse und endete am SNCF-Bahnhof (734 m). Zwei Tunnel waren nötig, um die vom Fluss Bienne tief eingegrabene Schlucht zu bezwingen.

## Geschichte

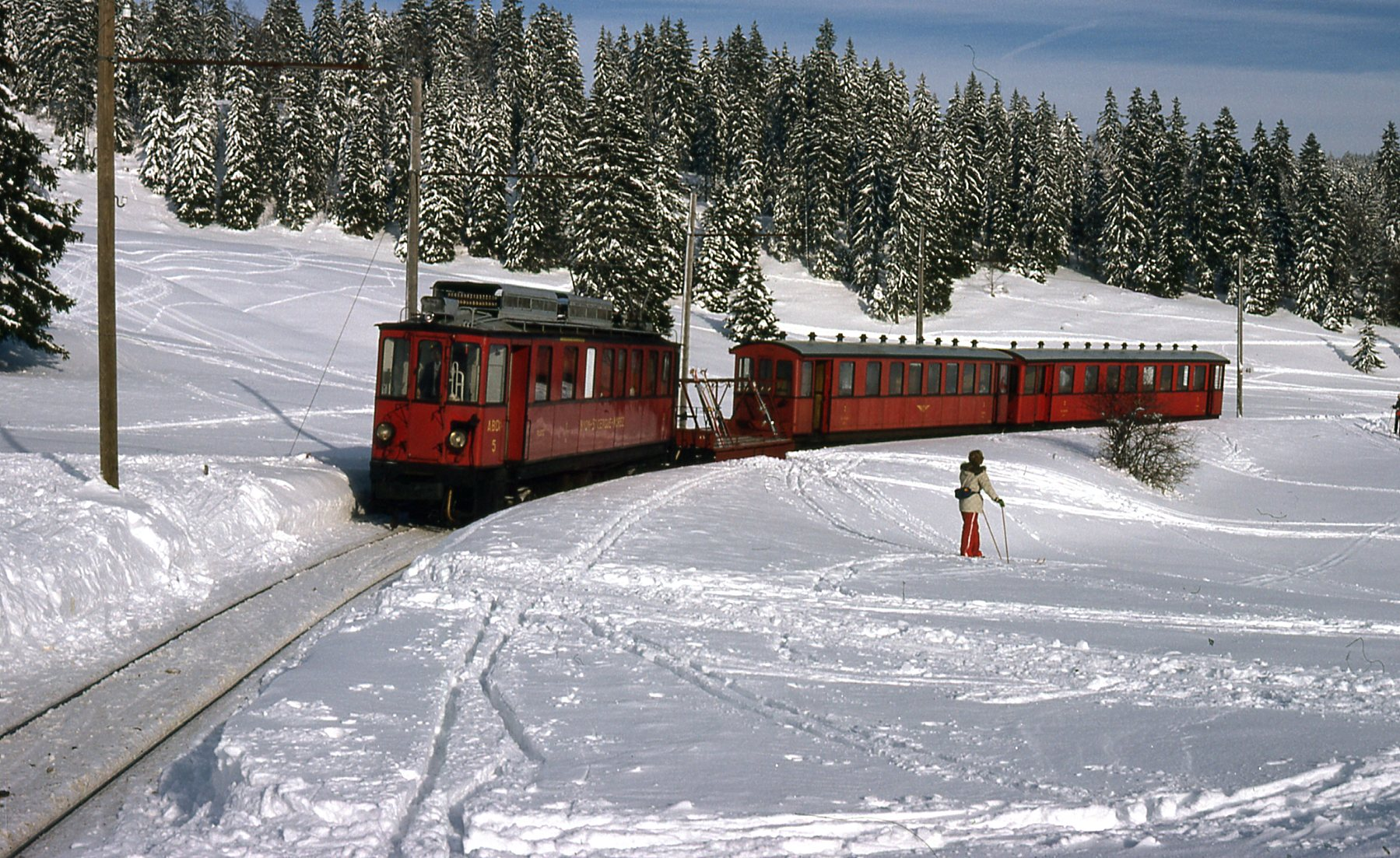
Zug in den Jahren vor dem Umbau. Hinter dem Triebwagen läuft ein Waggon für den Skitransport mit.

Bereits 1899 erteilten die zuständigen Behörden die Konzession für ein ausgedehntes Schmalspurnetz im westlichen Waadtländer Jura. Unter dem Namen Chemin de fer Nyon–Jura sollten Bahnlinien von Nyon nach St-Cergue, nach Gingins sowie über Le Vaud und Marchissy nach Gimel entstehen. Mangels ausreichender Finanzierung verzögerte sich der Baubeginn, bis man 1910 beschloss, sich auf die Linie Nyon–St-Cergue–La Cure zu konzentrieren. Die geänderten Pläne wurden 1912 genehmigt, ein Jahr später auch die französische Anschlusslinie.
Ende 1912 begann die Pariser Baufirma Dyle & Bacalan mit den Arbeiten. Die Begleiterscheinungen des Ersten Weltkriegs – Mobilmachung in Frankreich, Materialknappheit in der Schweiz – erschwerten den Bau erheblich. Auf französischer Seite ruhten die Arbeiten zeitweise völlig. Schliesslich konnte am 12. Juli 1916 der erste Abschnitt von Nyon bis St-Cergue eröffnet werden, die Verlängerung nach La Cure am 18. August 1917. Am 11. November 1917 wurde die definitive Endstation in Nyon eingeweiht. Mit erheblicher Verspätung folgte die Strecke La Cure–Morez am 7. März 1921.
Weil die französische Bahngesellschaft Chemins de fer Électriques du Jura (CFEJ) noch keine Fahrzeuge besass, führte zunächst die schweizerische Gesellschaft den Betrieb auf der gesamten Strecke durch und nannte sich folgerichtig Nyon–St-Cergue–Morez. Sie behielt diesen Namen auch, als die CFEJ 1924 ihren ersten eigenen Triebwagen in Dienst stellte.
Wegen des ungünstigen Wechselkurses kam der internationale Verkehr nur schwer in Gang. Auch die immer stärkere Konkurrenz durch den Strassenverkehr machte der NStCM zu schaffen. Die 1920er und 30er Jahre wurden zur Dauerkrise. Im Zweiten Weltkrieg musste der Abschnitt La Cure–Morez zweimal vorübergehend stillgelegt werden. Dagegen setzte auf der Schweizer Teilstrecke der lang ersehnte Aufschwung ein, wozu auch der 1939 eröffnete erste téléluge (Lift für Schlittler) beitrug. Der Ausflugsverkehr ins auch bei Langläufern beliebte Wintersportgebiet Col de la Givrine – La Dôle entwickelte sich mehr und mehr zum einträglichen Geschäft.
Nachdem am 27. September 1958 der letzte Zug die französische Teilstrecke befahren hatte, begannen auch in der Schweiz die Diskussionen über eine allfällige Stilllegung der Strecke Nyon–La Cure. Gutachten folgte auf Gutachten, die Empfehlungen widersprachen einander. Massive Proteste der Bevölkerung konnten 1972 die Umstellung auf Autobusbetrieb gerade noch verhindern.
Seit den 1970ern wuchsen die Fahrgastzahlen kontinuierlich, wodurch 1982 endgültig zugunsten der Beibehaltung der Bahn entschieden wurde, was den gut zwanzig Jahre andauernden Schwebezustand beendete. Beihilfen von Bund und Kanton ermöglichten die längst überfällige Modernisierung:
Die NStCM erneuerte die Fahrleitung komplett und nahm drei neue Gleichrichter in Betrieb. Anstatt der «exotischen» Spannung von 2200 Volt wählte man den weit verbreiteten Wert von 1500 Volt. Neue Pendelzüge ersetzten die überalterten Triebwagen. Barrieren- und Blinklichtanlagen sicherten die Bahnübergänge. In den 1990ern wurde der Streckenblock eingerichtet.
2015 kamen vier neue Doppeltriebwagen ABe 4/8 401–402 – 407–408 von Stadler Rail zur Ablieferung. Gleichzeitig wurden ein neues Logo und ein neuer Anstrich in Rot-Weiss eingeführt. Der Aussenanstrich der Vevey-Fahrzeuggeneration von 1985/86/91 wurde ebenfalls angepasst.
Seit dem Fahrplanwechsel 2015/2016 wird werktags zur Hauptverkehrszeit zwischen Nyon und Genolier der Viertelstundentakt angeboten.

## Rollmaterial
Triebwagen

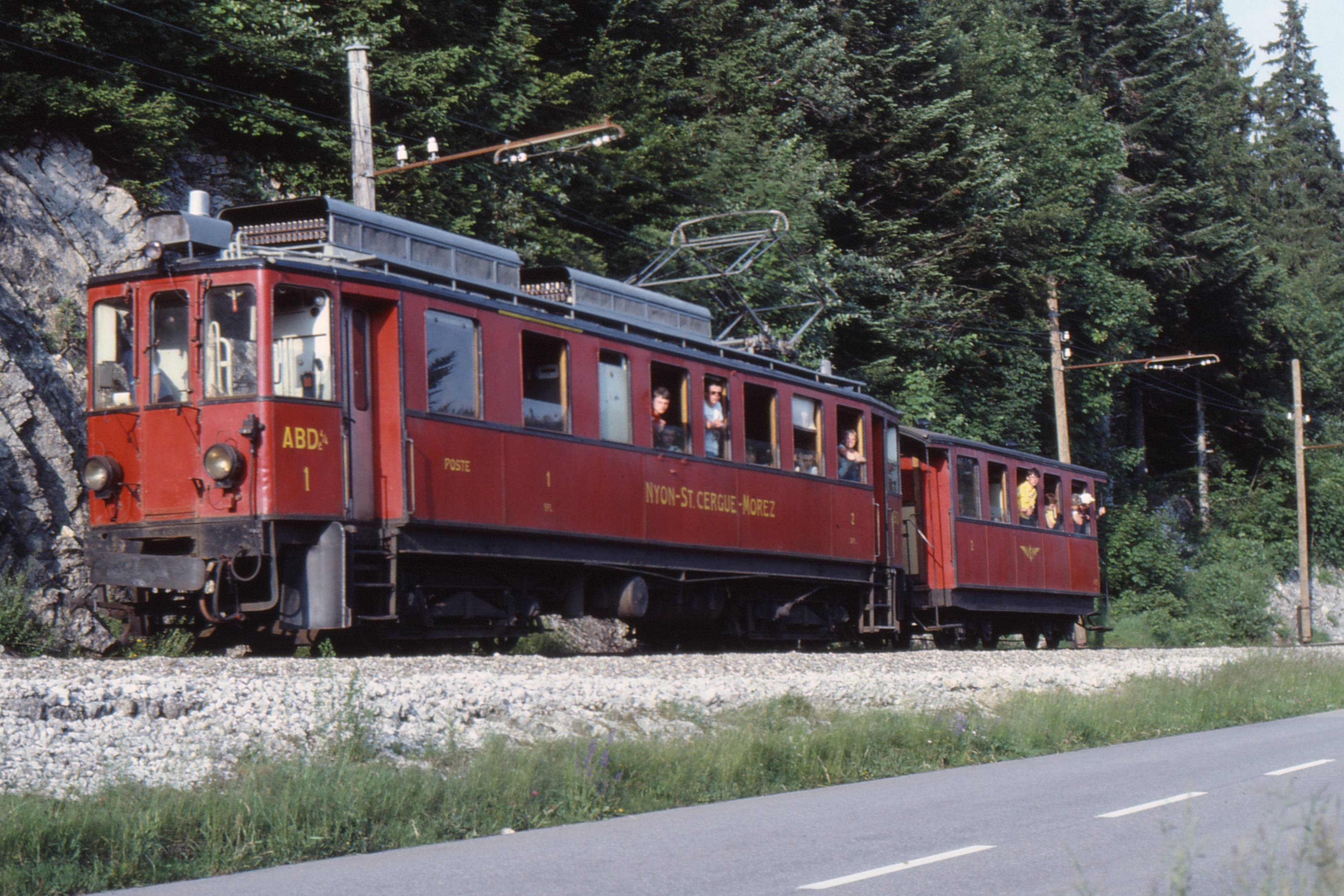
Historischer ABDe 4/4 1 Strecke bei La Givrine

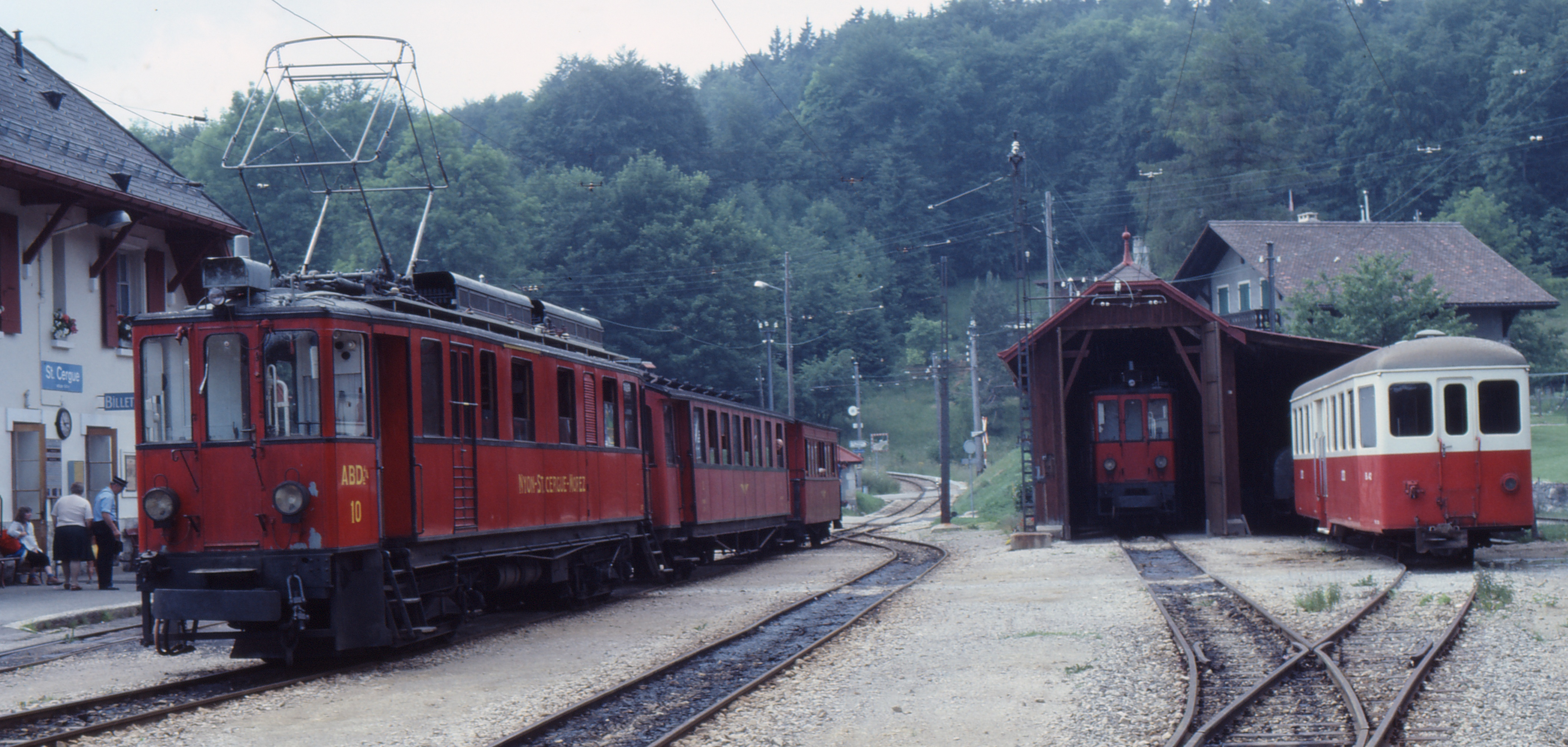
ABDe 4/4 10 St.Cergue

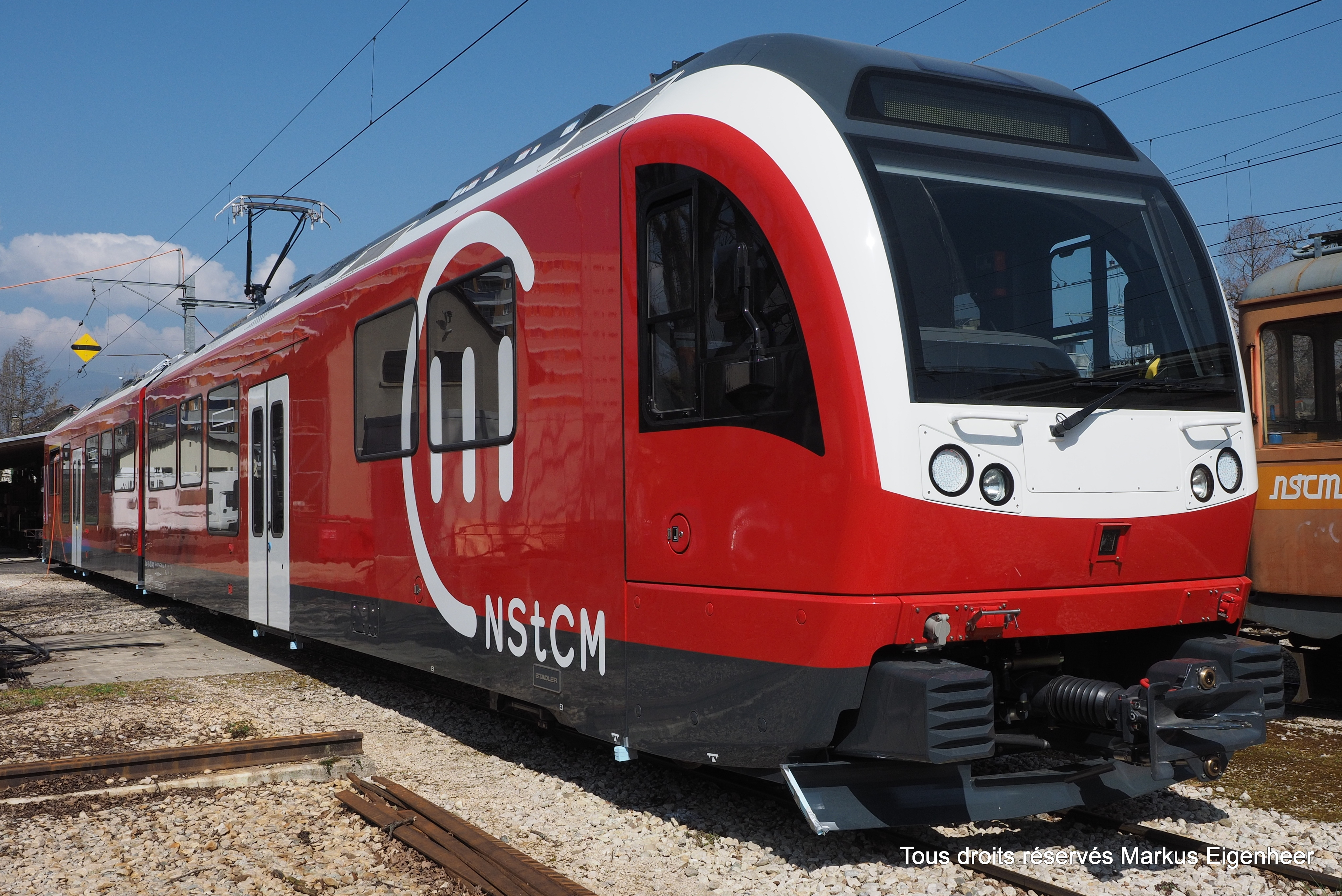
Die ABe 4/8 der NStCM verkehren mit 1500 V Gleichstrom und verfügen über halbautomatische +GF+-Kupplungen

- ABDe 4/4 1, 5-6 (1916); ausser Dienst
- ABDe 4/4 2 (1936); ausser Dienst
- ABDe 4/4 3 (1924); ausser Dienst
- ABDe 4/4 10–11 (1918); ausser Dienst seit 1991, 10 2016 an Verein Nyon-St.Cergue Rétro seitdem in Aufarbeitung, 11 an Chemin de fer la Mure
- Be 4/4 201–205 (1985–86)
- BDe 4/4 211 (1991)
- BDe 4/4 221 (1935), von LEB übernommen (1991), abgebrochen 2019[4]
- BDe 4/4 231 (1953), von CJ übernommen (2003/2007), abgebrochen 2015
- ABe 4/8 401/402-407/408 (2015)
- ABe 4/8 409/10-419/420 (2021/22)

Diesellokomotiven
- XTm 2/2 251 (1984)
- Tm 2/2 261 (1958)

Zweikraftlokomotive
- Gem 2/2 451

Personenwagen
- C4 7 (1910) ANF, an die Museumsbahn Blonay–Chamby (BC) abgegeben
- B 23 (1915) an Chemin de fer la Mure, im August 2022 übernommen von Verein Nyon-St.Cergue Rétro und überführt nach Nyon zur Renovation